# Conrad I de Masòvia
Conrad I de Masòvia (en polonès Konrad I Mazowiecki; 1187/1188 - 31 d'agost de 1247), de la dinastia Piast. Germà segon de Leszek I el Blanc, és fill de Casimir II el Just i d'Elena de Kíev.
Fet duc de Masòvia i de Cuiàvia el 1202, també va ser duc de Cracòvia (1229-1232, 1241-1243).
Conrad I de Masòvia ha passat a la història com la persona responsable de la creació d'un verdader Estat teutònic (futura Prússia), que serà una amenaça permanent per a Polònia i la causa de nombroses guerres amb Alemanya.
El 1202, a la mort de Miecislau III el Vell, Leszek el Blanc el succeeix al tron de Cracòvia en el moment que Conrad, que serà el seu millor aliat, aconsegueix el ducat de Masòvia (fins a 1247) i el de Cuiàvia (fins a 1231). Quan Roman Mstislàvitx, príncep de Volínia, llança una ofensiva contra Polònia el 1205, és aturat pels exèrcits dels seus dos germans a la batalla de Zawichost.
El 9 de juny de 1210, en ocasió d'un sínode obligat a Borzykowa, l'arquebisbe de Gniezno Henri Kietlicz aconsegueix fer confirmar per Conrad I els altres ducs polonesos els nombrosos privilegis obtinguts per l'Església a Łęczyca el 1180. Obté el privilegi d'immunitat per a l'Església (podrà tenir els seus propis tribunals).
El 1216, funda l'Orde de Dobrin, que serà reconeguda pel papa Gregori IX el 1228, amb la missió de protegir Masòvia de les incursions de les tribus prussianes. Conrad els cedeix una part de la regió de Dobrzyń. El 1222, oferirà propietats al bisbe missionari Christian que organitza les croades bàltiques contra els prussians.
El 1226, amb l'objectiu de preservar les seves terres d'una invasió prussiana, el duc Conrad I convida l'Orde dels Cavallers Teutònics a venir instal·lar-se sobre la frontera de Polònia. Aquests s'instal·len al voltant de Chełmno, sobre el baix Vístula. El mateix any, l'emperador atorga als Teutònics drets sobirans i senyorials sobre les seves futures conquestes.
Des de 1231, Conrad fomenta que els Cavallers Teutònics penetrin sobre els territoris prussians. És el començament de l'exterminació dels prussians i de la creació d'un Estat teutònic. El 1234, el Gran Mestre dels Cavallers Teutònics presenta un document falsificat al papa Gregori IX que fa constar la donació d'un territori per part de Conrad I. Aquest s'adona molt de pressa que després d'haver convidat els Teutònics sobre el seu territori, n'ha perdut el control.
A partir de 1227, en resposta a l'assassinat del seu germà, es comença a barallar per pujar sobre el tron de Cracòvia. El 1229, després d'haver fet el setge de Kalisz sense èxit, envaeix les regions de Sieradz, Łęczyca i Sandomierz, abans d'apoderar-se de Cracòvia la qual hagué d'abandonar el 1232.
S'apodera de nou del tron el 1241, després de la mort d'Enric II el Pietós a Legnica. Serà caçat definitivament dos anys més tard pel seu nebot Boleslau V el Cast, ajudat per la noblesa de Petita Polònia.